# ALSOKライフサポート
ALSOKライフサポート株式会社（アルソックライフサポート）は、かつて大阪府枚方市に本社をおいていた介護サービス会社。
2002年に京阪グループとして設立、2017年から関西電力グループとなり、2022年から綜合警備保障（ALSOK）グループとなり、2024年にALSOKジョイライフ株式会社に吸収合併された。

## 概要
業務内容は、在宅介護や在宅看護の支援、訪問入浴の支援、福祉機器の貸し出しと販売、ディーサービス(通所介護)施設の運営・介護付有料老人ホームの運営・ヘルパー養成と多岐にわたる。
元々は2000年4月1日の「介護保険制度」のスタートに併せて京阪宇治交サービスが1999年9月20日に「バスビィ介護サービス」との名前の事業所を枚方市と宇治市に開設。その後、寝屋川市駅の高架化工事後の高架下にも開設。2002年に介護事業を独立させ運営するために京阪ライフサポートが設立され、京阪宇治交サービスから介護事業を引き継いだ。
2017年4月11日、京阪ホールディングスが保有する株式を関西電力、関電セキュリティ・オブ・ソサイエティへの譲渡を発表し、京阪グループから離脱し関西電力グループの連結子会社となった。同年7月1日に「かんでんライフサポート」に社名変更した。

## 事業所
京阪電鉄利用者が介護の申し込みや相談をしやすいように駅の構内や側に営業所を設置している。
- 枚方市樟葉駅前の京阪樟葉駅ビル内に『くずはケア』「訪問看護ステーション」。
- 寝屋川市駅構内「コアねやがわ」の中に『寝屋川ケア』
- 守口市駅そばに『守口ケア』
- 三室戸駅より三室戸寺方向へ、府道「京都宇治線」の交差点そばに『宇治ケア』。デイサービスセンターを併設(京阪宇治交サービス本社跡地)。
- 樟葉駅よりバスで「藤原停留所」側に介護付有料老人ホーム『ローズライフくずは』
- 近鉄京都線高の原駅前に介護付有料老人ホーム『ローズライフ高の原』
- 京都市立病院の北東側に介護付有料老人ホーム『ローズライフ京都』

　その他守口市・寝屋川市・枚方市の各1ヶ所にデイサービスセンターを運営している。

## 沿革
- 2002年(平成14年)
  - 6月3日 - 京阪ライフサポート株式会社として設立
  - 7月8日 京阪キッズワールド守口　営業開始
  - 10月1日 京阪宇治交サービスより営業譲受、寝屋川ケア・くずはケア・宇治ケア、サービス開始
- 2003年(平成15年)
  - 4月1日 京阪ライフサポート枚方ケア　サービス開始
  - 12月1日 福祉用具貸与事業営業開始
- 2004年(平成16年)10月1日 京阪ライフサポート守口ケア・くずはケア訪問看護ステーション　サービス開始
- 2005年(平成17年)8月1日 枚方市「堂山公園デイサービスセンター」サービス開始
- 2006年(平成18年)
  - 3月1日 介護付有料老人ホーム『ローズライフくずは』開設
  - 7月1日 「寝屋川デイサービスセンター」サービス開始
- 2007年(平成19年)11月1日 「宇治デイサービスセンター」サービス開始
- 2008年(平成20年) 
  - 1月31日 京阪ライフサポート枚方ケア　営業終了
  - 3月31日 キッズワールド事業から撤退
- 2009年（平成21年）
  - 5月1日 「守口デイサービスセンター」サービス開始
  - 11月1日 介護付有料老人ホーム『ローズライフ高の原』開設、京阪ライフサポート高の原ケア　サービス開始
- 2013年（平成25年）3月25日 - 本社事務所を従来の樟葉駅ビル（旧京阪くずは体育文化センター）2階から樟葉駅ビル南館3階に移転
- 2017年（平成29年）
  - 4月11日 - 京阪ホールディングスが保有する株式を関西電力、関電セキュリティ・オブ・ソサイエティへの譲渡を発表
  - 7月1日 - かんでんライフサポート株式会社に商号変更
- 2022年（令和4年）6月22日 - 関西電力から綜合警備保障に株式が譲渡、ALSOKライフサポート株式会社に商号変更[7][8][9][10][11]